# Киотский международный музей манги
Киотский международный музей манги (яп. 京都国際マンガミュージアム Кё:то кокусай манга мю:дзиаму) — музей, расположенный в Киото, Япония. Он был открыт 25 ноября 2006 года и является совместным предприятием города Киото и киотского Университета Сэйка. Кроме того, музей манги является исследовательским центром для учёных. Собрание музея насчитывает 200 тыс. экземпляров манги, включая редкие послевоенные книги и журналы периода Мэйдзи, в частности, журнал манги Eshinbun Nihonchi 1874 года. С первого по третий этаж располагается «Стена манги», которая состоит, в основном, из публикаций, вышедших после 1970-х гг. и включает в себя наиболее популярные произведения, в том числе One Piece, Nana и «Наруто».
Музей делится на несколько секторов: галерею, исследовательский сектор и собственно коллекцию, выставочный зал, магазин и манга-кафе. Он работает каждый день, за исключением среды, с 10:00 до 18:00, до 17:30 разрешен вход посетителей.